# Smoluća (gmina Tutin)
Smoluća (cyr. Смолућа) – wieś w Serbii, w okręgu raskim, w gminie Tutin. W 2011 roku liczyła 308 mieszkańców.